# 全柴动力
安徽全柴动力股份有限公司（上交所：600218，英文：Anhui Quanchai Engine Co.,Ltd，简称全柴动力），是中国上海证券交易所的一家上市公司，主营业务为发动机的研发、制造与销售。

## 历史
公司成立于1998年，1998年12月3日在上海证券交易所挂牌上市。公司母公司为安徽全柴集团有限公司，最终控制方为全椒县人民政府。公司法人代表为谢力，是第十一届全国人大代表。
2018年，公司实现营业收入34.77亿元，同比增长8.87%；实现净利润3968万元，同比下降35.46%。